# Kosovska ofenziva (1915.)
Kosovska ofenziva (bug.: Косовска настъпателна операция; srp.: Косовска битка) bila je treća velika bitka vođena na Kosovu od 10. studenoga do 4. prosinca 1915.

## Tijek bitke
Bitka je počela nakon što je buigarska 1. armija krenula uz Južnu Moravu, a završila je potpunim porazom srpske vojske. Glavni udarac bugarska vojska je zadala na potezu Niš-Priština. Srpska vojska je ipak uspjela na dva dana zauzeti Prokuplje, gdje je kratkotrajno pružala otpor.
Brojno nadjačana srpska vojska se povukla, a onda pokušala pružiti otpor u blizini Gnjilane. Srpska vojska je pokušala izvesti protunapad prema Vranju i Kumanovu kako bi se pridružili englesko-francuskim trupama, ali su opet pretrpjeli poraz. 6. i 9. pješačka divizija bugarske 1. armije je s lakoćom osvojila Prištinu 24. studenog. Nakon toga bugarska vojska napreduje, s podrškom na sjeveru od strane dijelova 11. njemačke armije i 3. austrougarske armije. Bitka je završena 4. prosinca, kada je osvojen Debar. Srbi su izgubili oko 30.000 vojnika te veliku količinu druge vojne opreme. Srpska vojska se kasnije povukla u Albaniju te kasnije na grčki otok Krf.